# Die for the Government
Die for the Government es el primer álbum de estudio de la banda de punk/hardcore punk estadounidense Anti-Flag. 
Se publicó en el año 1996. Fue grabado por el sello New Red Archives, y producido por Joe West.

## Lista de canciones
1. "You'd Do The Same" – 2:23
2. "You've Got To Die For The Government" – 3:33
3. "Drink Drank Punk" – 1:42
4. "Rotten Future" – 2:00
5. "Safe Tonight" – 2:44
6. "Red White And Brainwashed" – 1:53
7. "Davey Destroyed The Punk Scene" – 2:20
8. "Summer Squatter Go Home" – 3:03
9. "She's My Little Go Go Dancer" – 2:24
10. "Police State In The U.S.A." – 2:39
11. "Punk By The Book" – 2:15
12. "Fuck Police Brutality" – 2:22
13. "I'm Being Watched By The CIA" – 2:14
14. "Kill The Rich" – 3:05
15. "No More Dead" – 3:51
16. "Confused Youth" – 4:15
17. "Your Daddy Was A Rich Man, Your Daddy's Fucking Dead" – 2:08

## Personal
- Justin Sane – guitarra y voz
- Andy Flag – bajo y voz
- Pat Thetic – batería